# Kuurne-Bruxelles-Kuurne 1961
La Kuurne-Bruxelles-Kuurne 1961, diciassettesima edizione della corsa, si svolse il 1º marzo su un percorso di 192 km, con partenza e arrivo a Kuurne. La vittoria andò ex aequo ai belgi Fred De Bruyne della squadra Baratti-Milano e Léon Van Daele della Wiel's-Flandria.

## Ordine d'arrivo (Top 10)
| Pos. | Corridore                 | Squadra                   | Tempo    |
| ---- | ------------------------- | ------------------------- | -------- |
| 1    | Léon Van Daele            | Wiel's-Flandria           | 5h01'20" |
| 1    | Fred De Bruyne            | Baratti-Milano            | z.t      |
| 3    | André Noyelle             | Wiel's-Flandria           | s.t.     |
| 4    | Jacques van der Klundert  | Helyett-Fynsec-Hutchinson | s.t.     |
| 5    | Julien Schepens           | Wiel's-Flandria           | s.t.     |
| 6    | Georges Van Maeckelberghe | Helyett-Fynsec-Hutchinson | s.t.     |
| 7    | Jef Planckaert            | Wiel's-Flandria           | s.t.     |
| 8    | Frans De Mulder           | Groene Leeuw-SAS-Sinalco  | s.t.     |
| 9    | Michel Stolker            | Helyett-Fynsec-Hutchinson | s.t.     |
| 10   | Arthur Decabooter         | Groene Leeuw-SAS-Sinalco  | a 15"    |